# Nevelskoie
Nevelskoie (en rus: Невельское) és un poble del krai de Khabàrovsk, a l'Extrem Orient de Rússia. El 2012 tenia 77 habitants. Pertany al districte rural de Lazó.